# George Alcock MacDonnell
George Alcock MacDonnell (16 d'agost de 1830 – 3 de juny de 1899), fou un jugador d'escacs irlandès. Era, també, capellà.

## Resultats destacats en competició
MacDonnell empatà als llocs 3r-4t al 5è British Chess Congress, Londres 1862 (el campió fou Adolf Anderssen). El mateix any va guanyar dos matxs contra George Henry Mackenzie (8 : 5) i (6.5 : 3.5), ambdós a Dublin. El 1865 empatà al primer lloc amb Wilhelm Steinitz a Dublin, però va perdre la partida de desempat. El 1866 va empatar a Londres als llocs 2n-3r a la primera edició de la British Chess Association Challenge Cup, (considerada per algunes fonts com el primer Campionat Britànic); el campió fou Cecil de Vere), i posteriorment empatà als llocs 3r-4t a Dundee (el campió fou Gustav Neumann), El 1868/69 empatà als llocs 3r-5è a Londres (II BCA Challenge Cup, els guanyadors foren Joseph Henry Blackburne i De Vere), El 1872 empatà al tercer lloc a Londres (el campió fou Steinitz), i fou 4t a la IV BCA Challenge Cup de 1872, (els guanyadors foren John Wisker i De Vere).
MacDonnell va guanyar un matx contra Wisker (3.5 : 0.5) a Bristol 1873, i va perdre el matx de revenja (6 : 9) a Londres 1874. Fou 4t a Londres 1876 (el campió fou Blackburne), fou 4t al Quadrangular de Londres 1879 (el guanyador fou Henry Bird), fou 3r al Vizayanagaram de Londres 1883 (el campió fou Curt von Bardeleben), fou 4t a Bath 1884 (el guanyador fou Wayte), empatà als llocs 5è-6è a Londres 1885 (el campió fou Isidor Gunsberg), obtingué el primer lloc a Londres 1866, empatà als llocs 7è-8è a Londres 1886 (els guanyadors foresn Blackburne i Amos Burn), va perdre un matx contra Blackburne (1.5 : 2.5) a Londres 1887, i fou 6è a Stamford 1887 (el campió fou Joseph Henry Blake).

## Periodista i escriptor d'escacs
Va ser durant molts anys repsondable de la columna d'escacs al diari Illustrated Sporting and Dramatic News. Va escriure dos llibres: Chess Life Pictures (Biografies d'escacs) (Londres, 1883) i Knights and Kings of Chess (Cavalls i reis dels escacs) (Londres, 1894).
La seva rellevància en el món dels escacs britànics dels 1860-1870 és clara. Fou un dels jugadors d'escacs retratats al quadre Chess Players, (cap a 1876) d'Anthony Rosenbaum (mort el 1888), i que és a la National Portrait Gallery londinenca.
Va escriure també obres de contingut religiós, com ara el recopilatori de sermons Man's life and destiny, Londres, 1861.